# 더 플라워스 오브 로맨스 (영국의 밴드)
더 플라워스 오브 로맨스(The Flowers of Romance)는 1976년 중반의 초창기 펑크 밴드로서, 당시 스티브 존스, 폴 쿡(섹스 피스톨즈 소속)의 여자 친구들이었던 조 폴(Jo Faull)과 사라 홀(Sarah Hall)에 의해 결성되었다. 이 밴드는 런던 SS, 마스터스 오브 더 백사이드처럼 어떠한 음반도 발매하지 않았으나 섹스 피스톨즈의 시드 비셔스, 케이스 레벤, 팜올리브, 비브 앨버틴 등 밴드 구성원의 수로 인해 유명해지게 되었다. 라이브 공연을 한적은 없지만 SKUM이라는 팬 잡지의 인터뷰에 응한 적이 있으며 여기서 시드 비셔스는 "난 지금의 나처럼 버르장머리 없는 사람이 될 것이다"라고 공표하였다.